# برايان أنغولو تينوريو
برايان دينيس أنغولو تينوريو (بالإسبانية: Brayan Angulo Tenorio)‏ (ولد في 30 نوفمبر 1995) لاعب كرة قدم إكوادوري يلعب كمهاجم لإيميلك والفريق الوطني الإكوادوري.

## وصلات خارجية
- برايان أنغولو تينوريو على موقع إي إس بي إن إف سي (الإنجليزية)
- برايان أنغولو تينوريو على موقع قاعدة بيانات كرة القدم.إي يو (الإنجليزية)
- برايان أنغولو تينوريو على موقع ناشيونال فوتبول تيمز (الإنجليزية)
- برايان أنغولو تينوريو على موقع Soccerway.com (الإنجليزية)
- برايان أنغولو تينوريو على موقع عالم كرة القدم.نت (الإنجليزية)
- برايان أنغولو تينوريو على موقع AS.com (الإسبانية)